# أوزي دايان
أوزي دايان هو عسكري وضابط وسياسي إسرائيلي، ولد في 4 يناير 1948 في العفولة في إسرائيل. نشط حزبياً في ليكود. وقد انتخب عضو الكنيست ‏ وقد انضم خلال فترته النيابية ‏ (16 مارس 2020 – ) للكتلة البرلمانية ليكود وانتخب عضو الكنيست ‏ وقد انضم خلال فترته النيابية ‏ (30 أبريل 2019 – 3 أكتوبر 2019) للكتلة البرلمانية ليكود.